# Stephen Duke-McKenna
Stephen Duke-McKenna, né le 17 août 2000 à Liverpool, est un footballeur international guyanien jouant poste d'arrière droit ou de milieu relayeur à Sutton United en prêt de Queens Park Rangers.

## Biographie

### En club
Le 1er septembre 2022, il est prêté à Leyton Orient.
Le 25 janvier 2024, il est prêté à Sutton United.

### En sélection
En juin 2019, il est retenu par le sélectionneur Michael Johnson afin de participer à la Gold Cup organisée aux États-Unis, en Jamaïque et au Costa Rica.

## Palmarès

### En club
Leyton Orient
- Champion de Football League Two (4e division) en 2023